# Parastasia marmorata
Parastasia marmorata är en skalbaggsart som beskrevs av Raffaello Gestro 1876. Parastasia marmorata ingår i släktet Parastasia och familjen Rutelidae. Utöver nominatformen finns också underarten P. m. discophora.